# 三泉关圣庙
三泉关圣庙，位于山西省运城市新绛县三泉镇三泉村北隅，东门内。是一处新绛县文物保护单位。

## 历史
三泉关圣庙创建于明代。殿内墙上保存有三通重修碑记，年代为明正德十二年（1517年）、万历四十二年（1691年）。后由棉花收购站占用。

## 建筑
三泉关圣庙坐北向南。现仅存正殿和石狮。正殿面阔、进深均为三间，占地面积为85.5平方米。悬山顶，檐下斗拱为三踩单下昂。

## 保护
1995年12月，三泉关圣庙公布为新绛县文物保护单位。